# Mönsterås
Mönsterås er hovedby i Mönsterås kommune i Kalmar län, Småland, Sverige.
Lyrikeren Carl Boberg blev født i Mönsterås.